# Чочиле (комуна)
Чочиле (рум. Ciocile) — комуна у повіті Бреїла в Румунії. До складу комуни входять такі села (дані про населення за 2002 рік):
- Кікінецу (501 особа)
- Кіойбешешть (284 особи)
- Одеєнь (183 особи)
- Чочиле (2180 осіб) — адміністративний центр комуни

Комуна розташована на відстані 100 км на північний схід від Бухареста, 74 км на південний захід від Бреїли, 131 км на північний захід від Констанци, 90 км на південний захід від Галаца.

## Населення
За даними перепису населення 2002 року у комуні проживали 3148 осіб. За віросповіданням усі жителі комуни — православні.
Національний склад населення комуни:
| Національність | Кількість осіб | Відсоток |
| -------------- | -------------- | -------- |
| румуни         | 3147           | > 99,9%  |
| цигани         | 1              | < 0,1%   |

Рідною мовою назвали:
| Мова      | Кількість осіб | Відсоток |
| --------- | -------------- | -------- |
| румунська | 3147           | > 99,9%  |
| циганська | 1              | < 0,1%   |